# Dion von Moltke
Dion von Moltke, (né le 27 juillet 1990) à The Woodlands aux États-Unis est un pilote de course automobile internationale américain qui a concouru la plupart du temps durant sa carrière avec une licence sud-africaine.

## Palmarès

### Résultats aux24 Heures de Daytona
| Année | Écurie                         | Copilotes                                                 | Voiture                 | Classe | Tours | Pos. | Class Pos. |
| ----- | ------------------------------ | --------------------------------------------------------- | ----------------------- | ------ | ----- | ---- | ---------- |
| 2009  | Racers Edge Motorsports        | Bryan Sellers Doug Peterson Dane Cameron                  | Mazda RX-8 GT           | GT     | 647   | 24e  | 13e        |
| 2010  | Starworks Motorsport           | Mike Forest Ian James Bill Lester (en)                    | Riley Mk. XI            | DP     | 549   | Abd. | Abd.       |
| 2011  | Mühlner Motorsports America    | Mark Thomas Peter Ludwig Cory Friedman                    | Porsche 997 GT3 Cup     | GT     | 655   | 21e  | 9e         |
| 2012  | APR Motorsport                 | Ian Baas (en) Nelson Canache Jim Norman Emanuele Pirro    | Audi R8 Grand-Am        | GT     | 447   | 44e  | 28e        |
| 2013  | Audi Sport Customer Racing/AJR | Filipe Albuquerque Oliver Jarvis Edoardo Mortara          | Audi R8 LMS             | GT     | 678   | 9e   | 1re        |
| 2014  | Flying Lizard Motorsports      | Seth Neiman Alessandro Latif (en) Filipe Albuquerque      | Audi R8 LMS             | GTD    | 661   | 22e  | 5e         |
| 2015  | Paul Miller Racing             | Christopher Haase René Rast Bryce Miller                  | Audi R8 LMS             | GTD    | 695   | 17e  | 5e         |
| 2016  | Stevenson Motorsports          | Kenny Habul Boris Said Tristan Vautier                    | Audi R8 LMS             | GTD    | 701   | 21e  | 7e         |
| 2017  | Paul Miller Racing             | Bryan Sellers Madison Snow Bryce Miller Andrea Caldarelli | Lamborghini Huracán GT3 | GTD    | 629   | 24e  | 7e         |